# Немировская, Ирина Львовна
Ири́на Львовна Неми́ровская (фр. Irène Némirovsky; 11 [24] февраля 1903, Киев — 17 августа 1942, Освенцим) — французская писательница еврейского происхождения. Наиболее известная своим романом «Французская сюита», написанным во время Второй мировой войны.

## Биография
Ирина Немировская родилась в 1903 году в Киеве в состоятельной еврейской семье. Её отец, купец первой гильдии Леон (Арье) Борисович Немировский (1.09.1868—1932), был председателем правления товарищества «Сталь» (Челябинск), Челябинского углепромышленного общества, механического завода «Штоль» и Воронежского коммерческого банка; мать, Фанни Ионовна Маргулис, была домохозяйкой. Немировские жили в Петербурге, где отец состоял членом совета Петербургского частного коммерческого банка и членом правления акционерного общества спичечных фабрик «В. А. Лапшин», и где у Ирен была французская гувернантка.
После революции 1917 года семья переехала в Финляндию, а затем в 1919 году во Францию. В Париже Ирен училась в Сорбонне. В 1926 году она вышла замуж за Михаила Эпштейна из династии банкиров, также эмигранта из России. У них было две дочери: Дениз, родившаяся в 1927 году, и Элизабет, родившаяся в 1937 году.
В 1929 году был опубликован её первый роман «Давид Гольдер» о еврейском банкире, который после сердечного приступа задумывается о своей жизни и обнаруживает, что нажитые деньги не принесли ему счастья и даже его жена и дочь воспринимают его лишь как источник денег. Роман получил широкую известность и был экранизирован.
Затем последовали другие публикации, постепенно Ирен стала известной писательницей. Несмотря на это ей в 1938 отказали в получении французского гражданства. В 1939 году Ирен перешла в католицизм. После оккупации Франции немецкими войсками Ирен с семьей уехала из Парижа и поселилась в деревне. Здесь она написала свой самый известный роман «Французская сюита» о бегстве из Парижа и оккупации.
13 июля 1942 года Ирен была арестована французской полицией как «лицо еврейского происхождения без гражданства» и 17 июля депортирована в Освенцим. Согласно лагерным документам, она умерла 17 августа 1942 от гриппа, однако в те годы этот диагноз ставился умирающим в лагерях от тифа.
Самый известный роман Ирен Немировски «Французская сюита» был написан во время войны. Рукопись долго лежала в её вещах, пока дочь Ирен Дениз Эпштейн не решилась разобрать вещи погибшей матери. Он был опубликован только в 2004 году и получил большую известность.

## Критика
Некоторые критики отмечали в её прозе признаки «еврейской самоненависти».

## Семья
Муж — инженер-электрик и физик Михаил Ефимович Эпштейн (1896—1942), сын известного экономиста, публициста и финансиста Ефима (Ехиеля) Моисеевича Эпштейна (1857—1939), двоюродный брат Раисы Адлер (жены психоаналитика Альфреда Адлера). С 1925 года вплоть до ареста в 1940 году работал в банке Banque des Pays du Nord. В 1942 году был отправлен в Освенцим, где сразу же погиб в газовой камере.

## Книги

### Опубликованные при жизни
- L’Enfant génial (Éditions Fayard, 1927)
- David Golder (Éditions Grasset, 1929) «Давид Голдер»
- Le Bal (Éditions Grasset, 1930) «Бал»
- Le malentendu (Éditions Fayard, 1930)
- Les Mouches d’automne (Éditions Grasset, 1931)
- L’Affaire Courilof (Éditions Grasset, 1933)
- Le Pion sur l'échiquier (Éditions Albin Michel, 1934)
- Films parlés (Éditions Nouvelle Revue Française, 1934)
- Le Vin de solitude (Éditions Albin Michel, 1935)
- Jézabel (Éditions Albin Michel, 1936)
- La Proie (Éditions Albin Michel, 1938)
- Deux  (Éditions Albin Michel, 1939)
- Le maître des âmes (Revue Gringoire, 1939)
- Les Chiens et les loups (Éditions Albin Michel, 1940)

### Опубликованные посмертно
- La Vie de Tchekhov (Éditions Albin Michel, 1946) «Жизнь Чехова»
- Les Biens de ce monde (Éditions Albin Michel, 1947)
- Les Feux de l’automne (Éditions Albin Michel, 1957)
- Dimanche (Éditions Stock, 2000)
- Destinées et autres nouvelles (Éditions Sables, 2004)
- Suite française (Éditions Denoël, 2004)
- Le maître des âmes (Éditions Denoël, 2005)

## Публикации на русском языке
- Давид Гольдер. Авторизованный перевод с фр. Н. Полынской под ред. Вл. Бабина. Рига: «Книга для всех», 1930.
- Осенние мухи. Авторизованный перевод Б. А. Скоморовского. Берлин: Парабола, 1931.
- Бал (повесть). Авторизованный перевод Б. А. Скоморовского. Берлин: Парабола, 1931.
- Французская сюита. М.: Текст, 2006.
- Властитель душ. М.: Текст, 2008.
- Давид Гольдер. М.: Текст, 2008.
- Осенние мухи. М.: Текст, 2009.
- Бал. Жар крови. Белгород—Харьков: Книжный клуб «Клуб семейного досуга», 2010. Перевод с фр. Марии Рубинс.
- Вино одиночества: роман. М.: Текст, 2015. Перевод с фр. Людмилы Ларченко.

## Экранизации
- Французская сюита (фр. Suite Française) — фильм 2015 года режиссёра Сола Дибба совместного производства Великобритании, Франции и Бельгии.